# Vimbodí i Poblet
Vimbodí i Poblet – gmina w Hiszpanii, w prowincji Tarragona, w Katalonii, o powierzchni 65,8 km². W 2011 roku gmina liczyła 1007 mieszkańców.

## Zabytki
- cysterski klasztor, miejsce pochówku wielu władców Królestwa Aragonii. Wpisany na Listę światowego dziedzictwa UNESCO w 1991 roku.